# 妙高市
妙高市（みょうこうし）は、新潟県の上越地方にある市。市の西部には妙高山に代表される標高2,000m級の山々が連なり麓に高原丘陵地帯を形成する一方、北東部には高田平野が広がる。

## 概要
2005年に妙高村、妙高高原町を編入合併して新井市から改称し、現在の妙高市となった（詳細は#歴史を参照）。
旧妙高村地区は関山神社を中心に古くから神道、仏教の歴史・文化が色濃く残る地域である。商品作物としては大鹿のタバコ栽培が有名であったが、現在大鹿地区ではタバコは栽培されていない（周辺地域では、ごく僅かながらも栽培されている）。
旧新井市地区は市の中心であるため、商店や工場が集まり、定期市で賑わう。周辺部は里山と農地が広がり、主に稲作が行われている。山間部には温泉宿も豊富である。
旧妙高高原町地区は観光客が多く、冬になるとスキー客が集まり、海外からの利用者も多い。妙高山に近い地域は、妙高戸隠連山国立公園地域も含まれる。斑尾山周辺とあわせ、温泉やスキー場など、自然豊かな観光資源を持つ。
なお、本市は東北電力ネットワークの送配電エリアであり標準周波数は50Hzであるが、斑尾高原は長野県側の中部電力パワーグリッドから送配電を受けているため60Hzである。

## 地理
- 新潟県南西部に位置し、長野県と接している。面積445.52km2は、県土のおよそ3.5%にあたる。
  - 経度・緯度での位置：東西…東経138度00分12秒 - 138度22分57秒/南北…北緯36度48分00秒 - 37度04分15秒
  - 広袤（こうぼう）（幅と長さ）：東西33.7km/南北30.1km
  - 周囲の長さ：186.2km
- 土地の使途
  - 宅地：10.73 km2[3]
  - 農地：30.90 km2[3]
  - 山林・その他：403.99 km2[3]。市は森林セラピー基地に認定されている。
- 山：妙高山（日本百名山）、火打山（日本百名山）、高妻山（日本百名山）、焼山、斑尾山、大毛無山（おおけなしやま）、毛無山、袴岳、古塔山、高床山、鍋倉山
- 河川：関川、矢代川、土路川、ニグロ川、太田切川、白田切川、渋江川、十三川、片貝川
- 湖沼：沼池（ぬまのいけ）、いもり池、よし八池、乙見湖

### 隣接している自治体
新潟県
- 上越市
- 糸魚川市

長野県
- 長野市
- 飯山市
- 北安曇郡小谷村
- 上水内郡信濃町

## 気候
暖候期には日照が長く降水量は減少し、寒候期に降水・降雪が増加する日本海側気候で、四季の差が明確である。ケッペンの気候区分では温暖湿潤気候 (Cfa) に属する。国内有数の豪雪地帯を含むため、豪雪地帯対策特別措置法における特別豪雪地帯に指定されている。旧新井市街地を中心とした平野部では比較的温暖であるが、旧妙高村、妙高高原町域をはじめとした山間部ではやや冷涼な気候となる。気温を対象要素に含む気象庁の観測地点は、標高350ｍと山間部に位置する関山にある。燕温泉など標高1000m前後の地域ではさらに冷涼な気候となり亜寒帯湿潤気候（Dfa、Dfb）に近く冬場の冷え込みも激しい。そのため同じ妙高市内でも場所によって大きな違いがある。
春は降水量が減少し、好天となる日が多い。夏は暑い日が多いが、関山において、最高気温35℃以上の猛暑日を記録したのは1984年、1990年、1994年、2023年の4回を数えるのみであるのに対し、平野部では2006年から2016年にかけて猛暑日を記録しなかった年は、2009年と2016年の2年のみであるなど、暑さは地域による差が大きい。秋は降水量が増え、日照が短くなるものの、フェーン現象の影響を受けて高温を記録することもある。冬期の降雪量は多く、市内全域において積雪が見られる。関山では真冬日を記録することもあるが、曇天の日が多く放射冷却が発生しにくいため、早朝に厳しい冷え込みが見られることは少ない。最低気温が氷点下5℃を下回ることも多くなく、関山における氷点下10℃以下の記録は2回のみとなっている。
日照時間は平年値で1430.5時間であり、決して長いとはいえない。1988年あるいは1991年のように、年間合計が1000時間に届かなかった年もあり、2010年までは概ね1500時間以下で推移していた。いっぽうで2011年以降は1600時間を超える年が目立つなど、年による変動が大きい。
以下、関山における観測記録を列挙する。
- 気温 - 最高35.5℃（1990年（平成2年）8月22日）、最低-10.5℃（2012年（平成24年）1月31日）
- 最大日降水量 - 231.0ミリメートル（2019年（令和元年）10月12日）
- 最大瞬間風速 - 27.3メートル（2014年（平成26年）12月18日）
- 最深積雪 - 362センチメートル（1984年（昭和59年）3月1日）
- 夏日最多日数 - 117日（2024年（令和6年））
- 真夏日最多日数 - 52日（2023年（令和5年））
- 猛暑日最多日数 - 1日（2023年（令和5年）、1994年（平成6年）、1990年（平成2年）、1984年（昭和59年））
- 熱帯夜最多日数 - 8日（1999年（平成11年））
- 冬日最多日数 - 110日（2005年（平成17年））
- 真冬日最多日数 - 39日（1984年（昭和59年））

| 妙高市（関山）（1991年 - 2020年）の気候 | 妙高市（関山）（1991年 - 2020年）の気候 | 妙高市（関山）（1991年 - 2020年）の気候 | 妙高市（関山）（1991年 - 2020年）の気候 | 妙高市（関山）（1991年 - 2020年）の気候 | 妙高市（関山）（1991年 - 2020年）の気候 | 妙高市（関山）（1991年 - 2020年）の気候 | 妙高市（関山）（1991年 - 2020年）の気候 | 妙高市（関山）（1991年 - 2020年）の気候 | 妙高市（関山）（1991年 - 2020年）の気候 | 妙高市（関山）（1991年 - 2020年）の気候 | 妙高市（関山）（1991年 - 2020年）の気候 | 妙高市（関山）（1991年 - 2020年）の気候 | 妙高市（関山）（1991年 - 2020年）の気候 |
| 月                                      | 1月                                     | 2月                                     | 3月                                     | 4月                                     | 5月                                     | 6月                                     | 7月                                     | 8月                                     | 9月                                     | 10月                                    | 11月                                    | 12月                                    | 年                                      |
| --------------------------------------- | --------------------------------------- | --------------------------------------- | --------------------------------------- | --------------------------------------- | --------------------------------------- | --------------------------------------- | --------------------------------------- | --------------------------------------- | --------------------------------------- | --------------------------------------- | --------------------------------------- | --------------------------------------- | --------------------------------------- |
| 最高気温記録 °C （°F）                  | 15.2 (59.4)                             | 17.8 (64)                               | 22.1 (71.8)                             | 29.6 (85.3)                             | 30.4 (86.7)                             | 33.8 (92.8)                             | 34.1 (93.4)                             | 35.5 (95.9)                             | 34.3 (93.7)                             | 30.1 (86.2)                             | 24.4 (75.9)                             | 22.8 (73)                               | 35.5 (95.9)                             |
| 平均最高気温 °C （°F）                  | 3.3 (37.9)                              | 3.9 (39)                                | 7.8 (46)                                | 15.0 (59)                               | 20.7 (69.3)                             | 23.4 (74.1)                             | 27.1 (80.8)                             | 28.6 (83.5)                             | 24.6 (76.3)                             | 18.8 (65.8)                             | 12.9 (55.2)                             | 6.6 (43.9)                              | 16.1 (61)                               |
| 日平均気温 °C （°F）                    | 0.0 (32)                                | 0.3 (32.5)                              | 3.4 (38.1)                              | 9.8 (49.6)                              | 15.6 (60.1)                             | 19.3 (66.7)                             | 23.2 (73.8)                             | 24.4 (75.9)                             | 20.3 (68.5)                             | 14.5 (58.1)                             | 8.5 (47.3)                              | 2.9 (37.2)                              | 11.9 (53.4)                             |
| 平均最低気温 °C （°F）                  | −2.7 (27.1)                             | −3.0 (26.6)                             | −0.3 (31.5)                             | 5.0 (41)                                | 11.0 (51.8)                             | 15.7 (60.3)                             | 20.1 (68.2)                             | 21.1 (70)                               | 16.9 (62.4)                             | 10.9 (51.6)                             | 4.9 (40.8)                              | −0.1 (31.8)                             | 8.3 (46.9)                              |
| 最低気温記録 °C （°F）                  | −10.5 (13.1)                            | −10.0 (14)                              | −7.9 (17.8)                             | −5.1 (22.8)                             | 1.1 (34)                                | 7.8 (46)                                | 12.5 (54.5)                             | 12.8 (55)                               | 7.0 (44.6)                              | 1.7 (35.1)                              | −2.9 (26.8)                             | −7.1 (19.2)                             | −10.5 (13.1)                            |
| 降水量 mm （inch）                      | 284.2 (11.189)                          | 178.6 (7.031)                           | 127.8 (5.031)                           | 74.2 (2.921)                            | 81.4 (3.205)                            | 118.6 (4.669)                           | 179.9 (7.083)                           | 150.0 (5.906)                           | 160.8 (6.331)                           | 151.9 (5.98)                            | 142.5 (5.61)                            | 256.6 (10.102)                          | 1,924.4 (75.764)                        |
| 降雪量 cm （inch）                      | 385 (151.6)                             | 291 (114.6)                             | 159 (62.6)                              | 18 (7.1)                                | 0 (0)                                   | 0 (0)                                   | 0 (0)                                   | 0 (0)                                   | 0 (0)                                   | 0 (0)                                   | 12 (4.7)                                | 220 (86.6)                              | 1,061 (417.7)                           |
| 平均月間日照時間                        | 58.1                                    | 76.5                                    | 110.4                                   | 163.4                                   | 192.3                                   | 131.1                                   | 122.1                                   | 161.0                                   | 114.5                                   | 119.2                                   | 102.2                                   | 71.0                                    | 1,430.5                                 |
| 出典：気象庁                            |                                         |                                         |                                         |                                         |                                         |                                         |                                         |                                         |                                         |                                         |                                         |                                         |                                         |

## 歴史
北国街道が通る地域として、古代から日本海側の要地として栄えていた。妙高山を中心とする神道、仏教文化が興り、宗教都市として宿場を形成していた。
関山神社や宝蔵院が建立され、妙高山を祀る関山神社には源義仲、上杉謙信が参拝した。
- 1938年（昭和13年）：後楽園球場で「第1回全日本選抜スキージャンプ東京大会」（スキー競技普及のためのイベント）が開催されるにあたり、必要な雪を貨車50両で送り出す[5]。
- 1946年（昭和21年）12月19日 - 白田切川が増水して信越本線の道床が流出。そこに上野駅発金沢駅行きの夜行列車（機関車2両、客車4両編成）がさしかかり脱線転覆。機関士など乗員4人を含む13人が死亡、80人が重軽傷[6]。
- 1954年（昭和29年）：新井町、矢代村（やしろむら）、斐太村（ひだむら）、鳥坂村（とりさかむら[注釈 1]）、泉村、平丸村（ひらまるむら）、水上村（みなかみむら）、上郷村（かみごうむら）及び和田村の一部が合併し、新井市となる。
- 1955年（昭和30年）：和田村の一部、原通村（はらどおりむら）の一部を編入合併。
- 1956年（昭和31年）：水原村の一部を編入合併。
- 1978年（昭和53年）5月18日： 妙高山東斜面で大規模な地すべりが発生。押し出された土塊が土石流となって白田切川を流下して新赤倉温泉に到達。旅館や別荘など損壊家屋多数。死者行方不明者10人。
- 2005年（平成17年）4月1日：新井市が中頸城郡妙高高原町・妙高村を編入し、同日に妙高市へ改称。既存の市が周辺町村を編入して、市名を改称する事例は、平成の大合併では他に茨城県水海道市 → 常総市がある。なおこれにより、中頸城郡が消滅。

## 人口
| |                                        |  |
| 妙高市と全国の年齢別人口分布（2005年） | 妙高市の年齢・男女別人口分布（2005年） |  |
| ■紫色 ― 妙高市 ■緑色 ― 日本全国 | ■青色 ― 男性 ■赤色 ― 女性              |  |
| 妙高市（に相当する地域）の人口の推移 \| 1970年（昭和45年） \| 44,158人 \| \| \| 1975年（昭和50年） \| 42,720人 \| \| \| 1980年（昭和55年） \| 41,980人 \| \| \| 1985年（昭和60年） \| 41,704人 \| \| \| 1990年（平成2年） \| 41,072人 \| \| \| 1995年（平成7年） \| 40,744人 \| \| \| 2000年（平成12年） \| 39,699人 \| \| \| 2005年（平成17年） \| 37,831人 \| \| \| 2010年（平成22年） \| 35,457人 \| \| \| 2015年（平成27年） \| 33,199人 \| \| \| 2020年（令和2年） \| 30,383人 \| \| |                                        |  |
| 総務省統計局 国勢調査より |                                        |  |
| 1970年（昭和45年） | 44,158人                               |  |
| 1975年（昭和50年） | 42,720人                               |  |
| 1980年（昭和55年） | 41,980人                               |  |
| 1985年（昭和60年） | 41,704人                               |  |
| 1990年（平成2年） | 41,072人                               |  |
| 1995年（平成7年） | 40,744人                               |  |
| 2000年（平成12年） | 39,699人                               |  |
| 2005年（平成17年） | 37,831人                               |  |
| 2010年（平成22年） | 35,457人                               |  |
| 2015年（平成27年） | 33,199人                               |  |
| 2020年（令和2年） | 30,383人                               |  |

## 行政
- 市政の目標（スローガン）：「生命地域（バイオ・リージョン）創造」
- 市長：城戸陽二
- 副市長：西澤澄男
- 議会：定数18[7]
- 市議会議長：関根正明

### 庁舎
- 本庁
- 妙高高原支所
- 妙高支所（妙高市ガス上下水道局を併設）

### 歴代市長
新井市長
| 代 | 氏名       | 就任                       | 退任                       | 備考 |
| -- | ---------- | -------------------------- | -------------------------- | ---- |
| 1  | 増井準太郎 | 1954年（昭和29年）11月25日 | 1962年（昭和37年）11月24日 | 2期  |
| 2  | 入村誠     | 1962年（昭和37年）11月25日 | 1966年（昭和41年）11月24日 | 1期  |
| 3  | 池田正晴   | 1966年（昭和41年）11月25日 | 1986年（昭和61年）11月24日 | 5期  |
| 3  | 大塚久郎   | 1986年（昭和61年）11月25日 | 2002年（平成14年）11月24日 | 4期  |
| 4  | 入村明     | 2002年（平成14年）11月25日 | 2005年（平成17年）3月31日  |      |

妙高市長
| 代 | 氏名     | 就任                      | 退任                      | 備考                      |
| -- | -------- | ------------------------- | ------------------------- | ------------------------- |
| 1  | 入村明   | 2005年（平成17年）4月1日  | 2022年（令和4年）11月24日 | 新井市長就任時から通算5期 |
| 2  | 城戸陽二 | 2022年（令和4年）11月25日 | 現職                      | 1期目                     |

## 経済

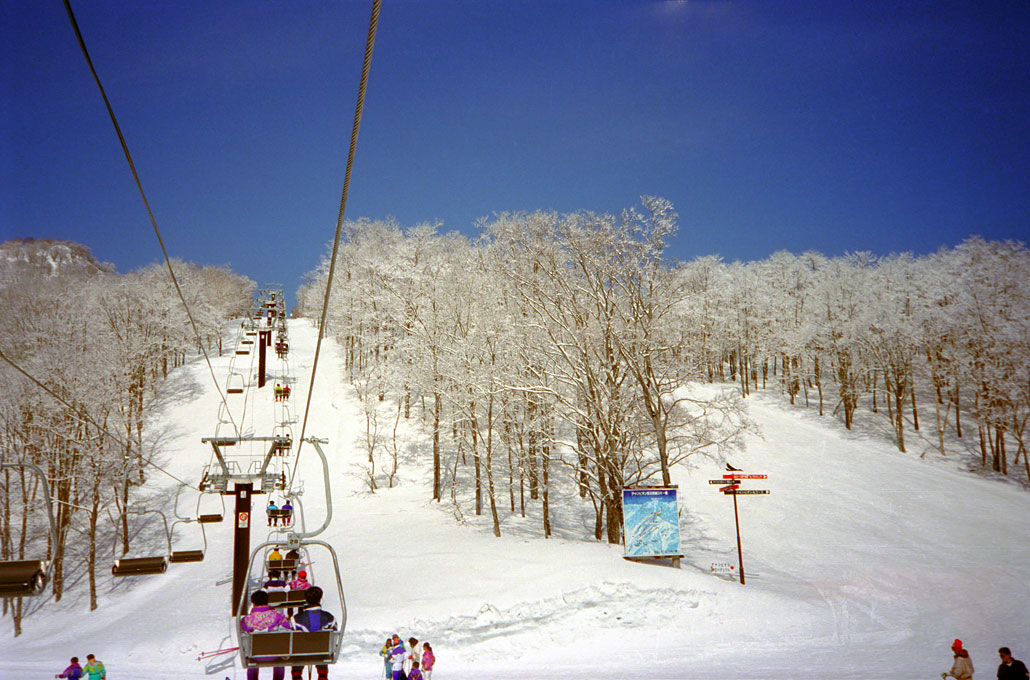
赤倉温泉スキー場

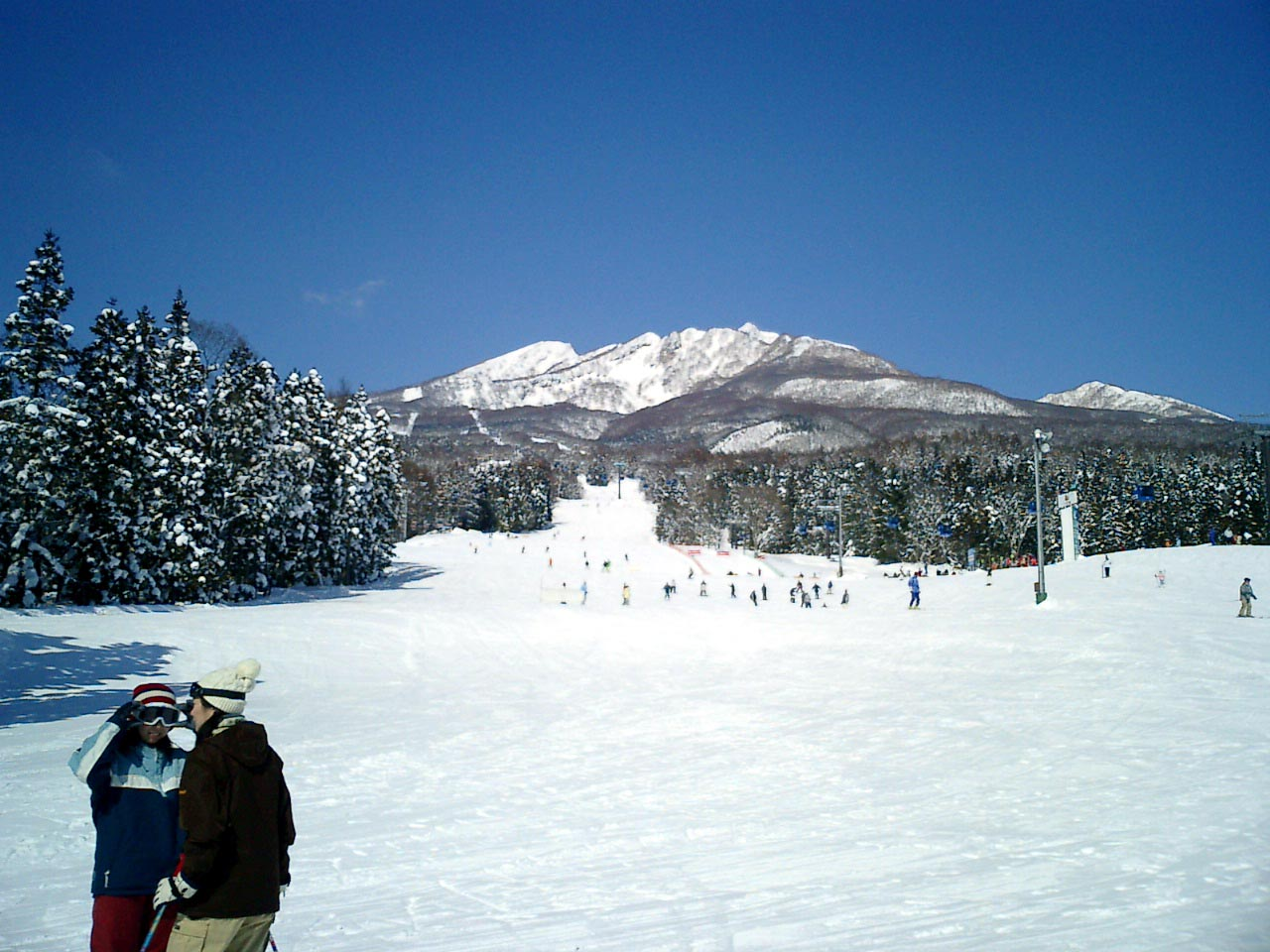
妙高杉ノ原スキー場

### 産業
半導体や化学製品の生産をはじめとした工業のほか、稲作が盛ん。
- 産業別割合（平成27年）[3]
  - 第1次産業…6.0%
  - 第2次産業…31.6%
  - 第3次産業…61.3%
- 商業の状況（平成28年）[3]
  - 事業所数…336ヶ所
  - 商業人口…1903人
  - 販売額…31793百万円
- 工業の状況（平成28年）[3]
  - 工場数…56ヶ所
  - 工業人口…3340人
  - 出荷額…98081百万円
- 農業の状況（令和2年）[3]
  - 農家数…1559戸
  - 農業人口…2020人

### 工場をおく主な企業
- 新光電気工業
- 中央電気工業
- ダイセル
- パナソニック・タワージャズ・セミコンダクター社
- 住友電工ウインテック
- 鍋林
- 有沢製作所

### 事業所をおく主な企業
- 頸南バス

### 特産品/名産品
- 妙高天狗の隠し酒
- 君の井（お酒）
- 鮎正宗（お酒）
- 千代の光（お酒）
- 妙高高原ビール（お酒）
- 山もち・・・丸めたご飯にクルミ味噌をつけて焼いたもの。もちで作る人もいる。
- 笹ずし
- かんずり
- 笹団子
- 妙高ゆきエビ・・・妙高山麓の雪解け水を使い養殖したエビ
- とん汁・・・「とん汁ラーメン」もある。
- 大葉

### 観光資料
- 年間観光客数：5,778,230人（平成30年）[9]

## 姉妹都市・提携都市
- 東京都板橋区
- 大阪府吹田市（旧：妙高高原町と交流）
- 愛知県北名古屋市（災害時相互応援協定[10]）
- 福井県あわら市（災害時相互応援協定[11]）
- スロベニア グラデッツ市
- スイス ツェルマット村（旧：妙高高原町と交流）
- オーストリア シュルンス村（旧：妙高村と交流）
- オーストリア チャグンス村（旧：妙高村と交流）

※出典

## 施設

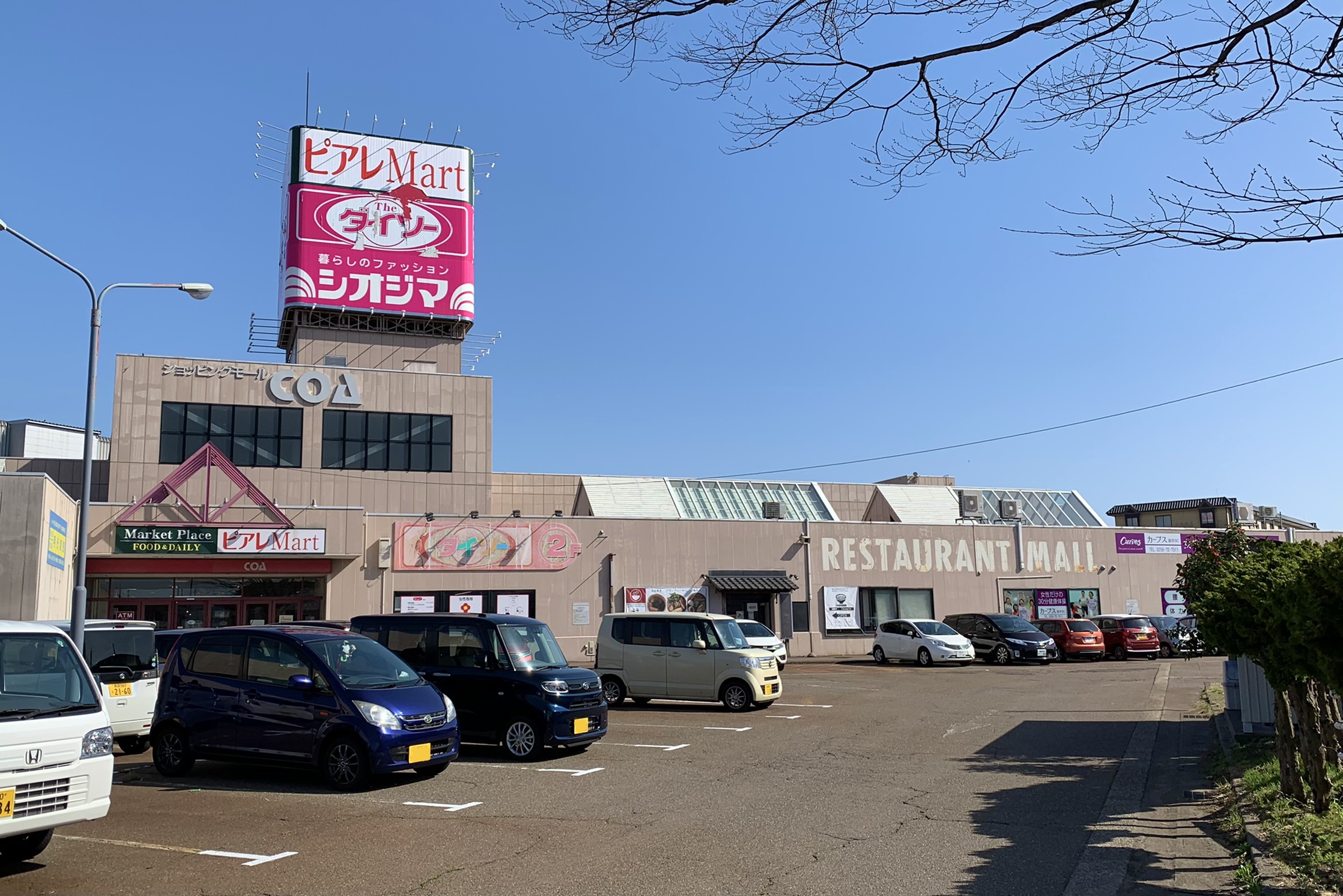
新井ショッピングモールCOA（新井ショッピングセンター）

### 商業施設
- さん来夢あらい
- 新井ショッピングセンター

### 文化・スポーツ施設
- 妙高市文化ホール
- わくわくランドあらい
- 妙高ふれあいパーク
- 妙高高原メッセ
- 新井総合公園陸上競技場（日本陸上競技連盟第4種公認）

### 保健・福祉
- 新潟県立妙高病院
- JA新潟厚生連 けいなん総合病院
- 妙高診療所
- 高齢化率37.1%（令和2年）
- 1組の夫婦からの平均出生人数：1.69人（平成15年）
- 上水道給水率96.6%（平成16年3月末）
- トイレの水洗化率84.3%（平成16年3月末）

## 教育

### 高等学校
- 新潟県立新井高等学校

### 中学校
- 妙高市立妙高中学校
- 妙高市立妙高高原中学校
- 妙高市立新井中学校

### 小学校
- 妙高市立新井小学校
- 妙高市立新井中央小学校
- 妙高市立新井北小学校
- 妙高市立新井南小学校
- 妙高市立斐太北小学校
- 妙高市立妙高小学校
- 妙高市立妙高高原小学校

### 特別支援学校
- 妙高市立総合支援学校

### 保育園・認定こども園
- 第三保育園
- ひまわり保育園
- 和田保育園
- 斐太北保育園

- 斐太南保育園
- 矢代保育園
- さくらこども園
- よつばこども園

- 妙高保育園
- 妙高高原こども園
- ときわ保育園

## メディア
- ケーブルテレビは基本的に上越ケーブルビジョン（本社・上越市）のサービスエリア。ただし斑尾高原は飯山市が運営するテレビ飯山のエリアとなっている。
- 上越ケーブルビジョンは妙高市に演奏所・送信所を置くコミュニティFM・FMみょうこうを運営している。

なお妙高市内では、旧新井市内のごく一部(標高の高い場所)や長野県境に近い妙高高原の一部で在京キー局及びチバテレが受信可能な場所が存在する。

## 交通

### 鉄道路線
新幹線
市域北側に隣接する上越市大和地内に2015年3月14日、北陸新幹線の「上越妙高駅」が開業した。市域に新幹線駅は設置されていないが、路線は市域南東から北部へと縦貫している。なお市域から同駅へは在来線の妙高はねうまラインで接続している。
地元行政側からJR東日本に対して提案する駅名称については、上越市と妙高市、新潟県上越地域振興局の行政側と、上越商工会議所、公益社団法人上越観光コンベンション協会、一般社団法人妙高市観光協会の両市財界関係者などから成る「新幹線まちづくり推進上越広域連携会議」が検討を進めた。駅名に「上越」を採用した場合は市域外を経由する上越新幹線や上越線と混同する恐れや、当市に加え地域のシンボルで観光面でも認知度の高い妙高山を表す「妙高」を名称に加えるか否か等々に関して慎重に議論を進め、同会議は2012年「上越」と「上越妙高」の2案を地元案としてJR側へ要望した結果、同社は2013年6月7日、駅名を「上越妙高」とする旨を発表した（詳細は上越妙高駅#駅名称等についてを参照）。
なお妙高市は、新幹線開業に伴い並行在来線として東日本旅客鉄道（JR東日本）から経営分離された信越本線のうち、新潟県側の妙高はねうまラインを継承したえちごトキめき鉄道に出資しているのに加え、長野県側の北しなの線を継承したしなの鉄道と沿線自治体などから成る「しなの鉄道北しなの線運営協議会」にも参加している。また隣接する長野県飯山市とは、長野県北部8市町村と妙高市によって構成される信越9市町村広域観光連携会議（信越自然郷）において連携事業を実施している関係から、飯山駅千曲川口に直結する同市の施設「飯山市観光交流センター」の運営費の一部を負担している。
在来線
市内には在来線駅が4駅設置されている。
- えちごトキめき鉄道
  - 妙高はねうまライン：妙高高原駅 - 関山駅 - （上越市） - 新井駅 - 北新井駅
- しなの鉄道
  - 北しなの線：妙高高原駅
    - 妙高高原駅は、えちごトキめき鉄道としなの鉄道の境界駅となっている。なお定期列車の直通運転は実施されていない。
- 各方面へのアクセス
  - 隣接市町村への連絡：妙高はねうまラインを利用。長野方面へは、妙高高原駅まで妙高はねうまラインを利用し、妙高高原駅で北しなの線に乗り換え。
  - 県庁への連絡（新潟駅）：妙高はねうまライン、信越本線を利用。新井駅から特急しらゆきで約2時間、快速で約2時間40分。
  - 広範囲な連絡：上越妙高駅まで妙高はねうまラインを利用し、上越妙高駅から北陸新幹線を利用。

### バス路線
市内の路線バスは頸城自動車グループの頸南バスが主に運行を行っているほか、同グループ内他社の上越市方面からの路線も乗り入れる。この他、妙高市が事業主体のコミュニティバス路線「市営バス（愛称：妙高めぐりん）」が運行されており、運行業務は頸南バスが受託している。

#### 新井地区周辺
新井駅近くに頸南バス・新井バスターミナルが置かれている。

#### 妙高高原地区周辺
定期路線バスほか、スキー場関連会社の運行するシャトルバス・周遊バスが冬季に多く運行される。2012年秋まではアルピコ交通妙高営業所がおかれ、地区の路線バスが運行されていたが、頸南バス（その後、市営バス）へ移管された。

### 道路
高速道路
- 上信越自動車道 : 妙高高原IC - 妙高SA - （中郷IC） - 新井PA/新井BS/新井SIC

※中郷ICは上越市中郷区に所在
上信越自動車道新井PAに、ETC専用の新井スマートインターチェンジが設置されている。同PAはハイウェイオアシスの道の駅あらいと隣接しており、同PAから施設を利用可能である。
一般国道
- 国道18号
  - 妙高野尻バイパス
  - 上新バイパス
- 国道292号

主要地方道
- 新潟県道30号新井柿崎線
- 新潟県道39号妙高高原公園線
- 新潟県道63号上越新井線
- 新潟県道85号上越高田インター線
- 新潟県道96号飯山妙高高原線
- 新潟県道97号飯山斑尾新井線

一般県道
- 新潟県道125号新井停車場線
- 新潟県道175号関山停車場線
- 新潟県道184号三和新井線
- 新潟県道187号池の平妙高温泉線
- 新潟県道217号二本木岡川新井線
- 新潟県道254号上小沢上越妙高停車場線
- 新潟県道261号西野谷二本木停車場線

- 新潟県道262号大原関山停車場線
- 新潟県道280号杉野沢黒姫停車場線
- 新潟県道344号坂本新田新井線
- 新潟県道360号関山中郷線
- 新潟県道362号後谷黒田上越妙高停車場線
- 新潟県道366号両善寺西野谷新田線
- 新潟県道396号関赤倉線

- 新潟県道399号杉野沢二俣線
- 新潟県道412号飯山新井線
- 新潟県道428号西野谷新田新井線
- 新潟県道455号上小沢北条線
- 新潟県道584号新井中郷線
- 新潟県道579号上越脇野田新井線

道の駅
- 道の駅あらい（国道18号上新バイパス、ハイウェイオアシス）

## 名所・旧跡・観光スポット・祭事・催事

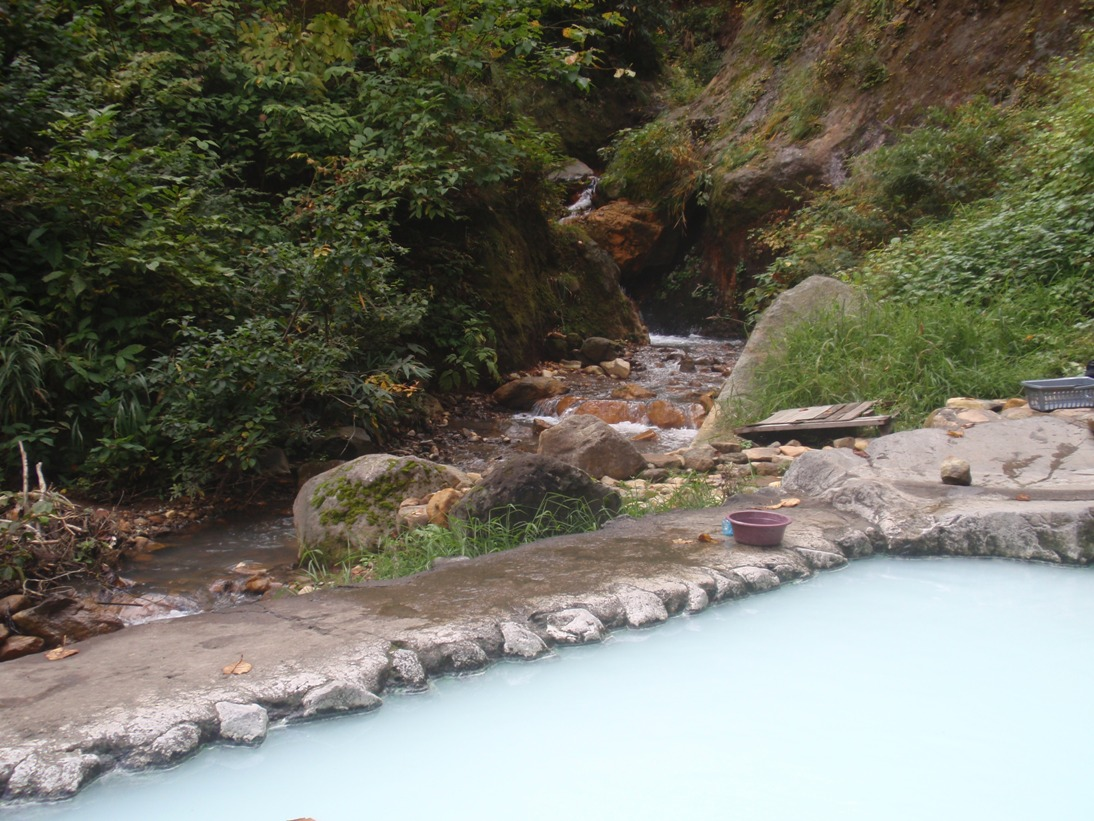
燕温泉

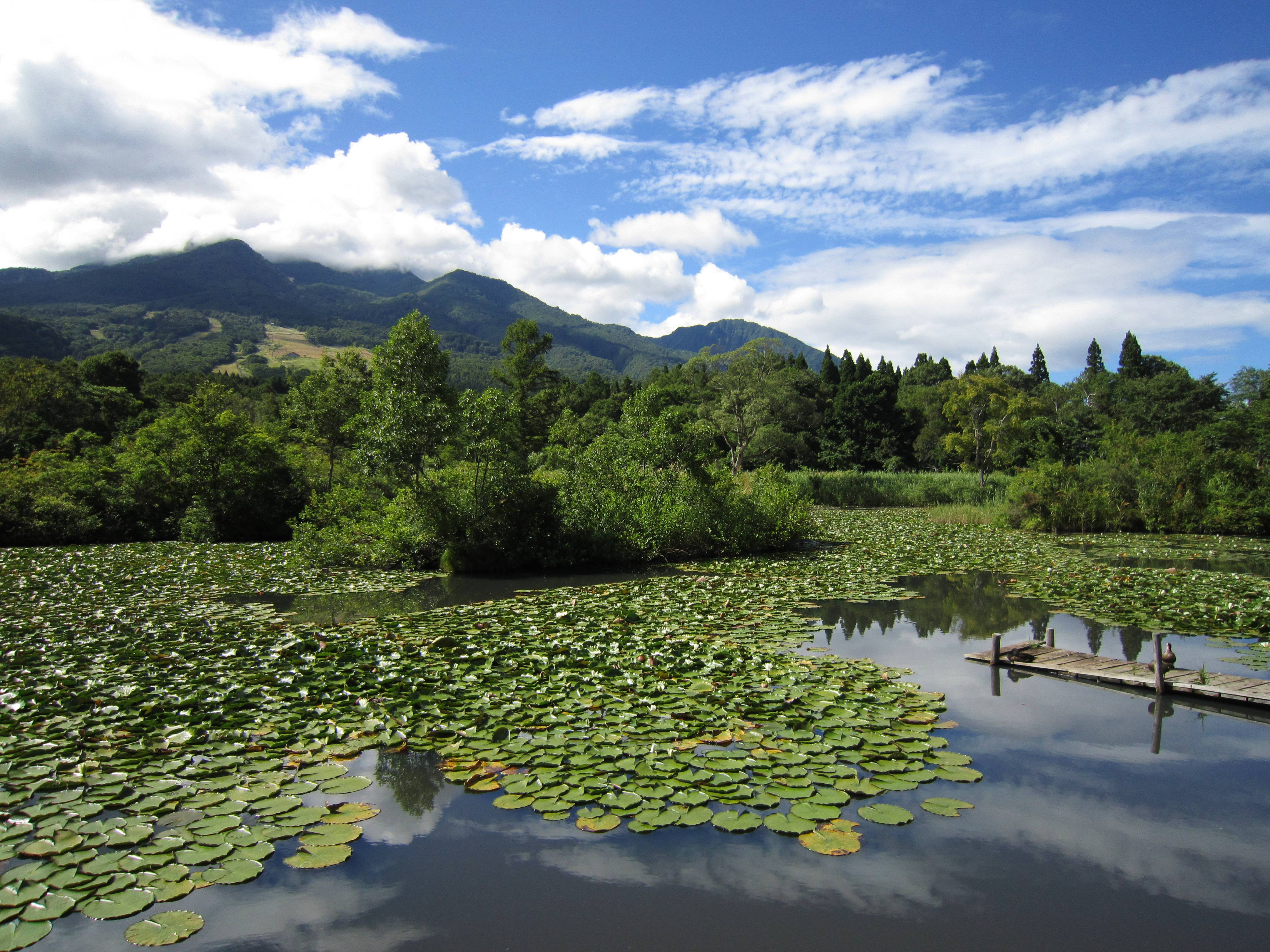
いもり池

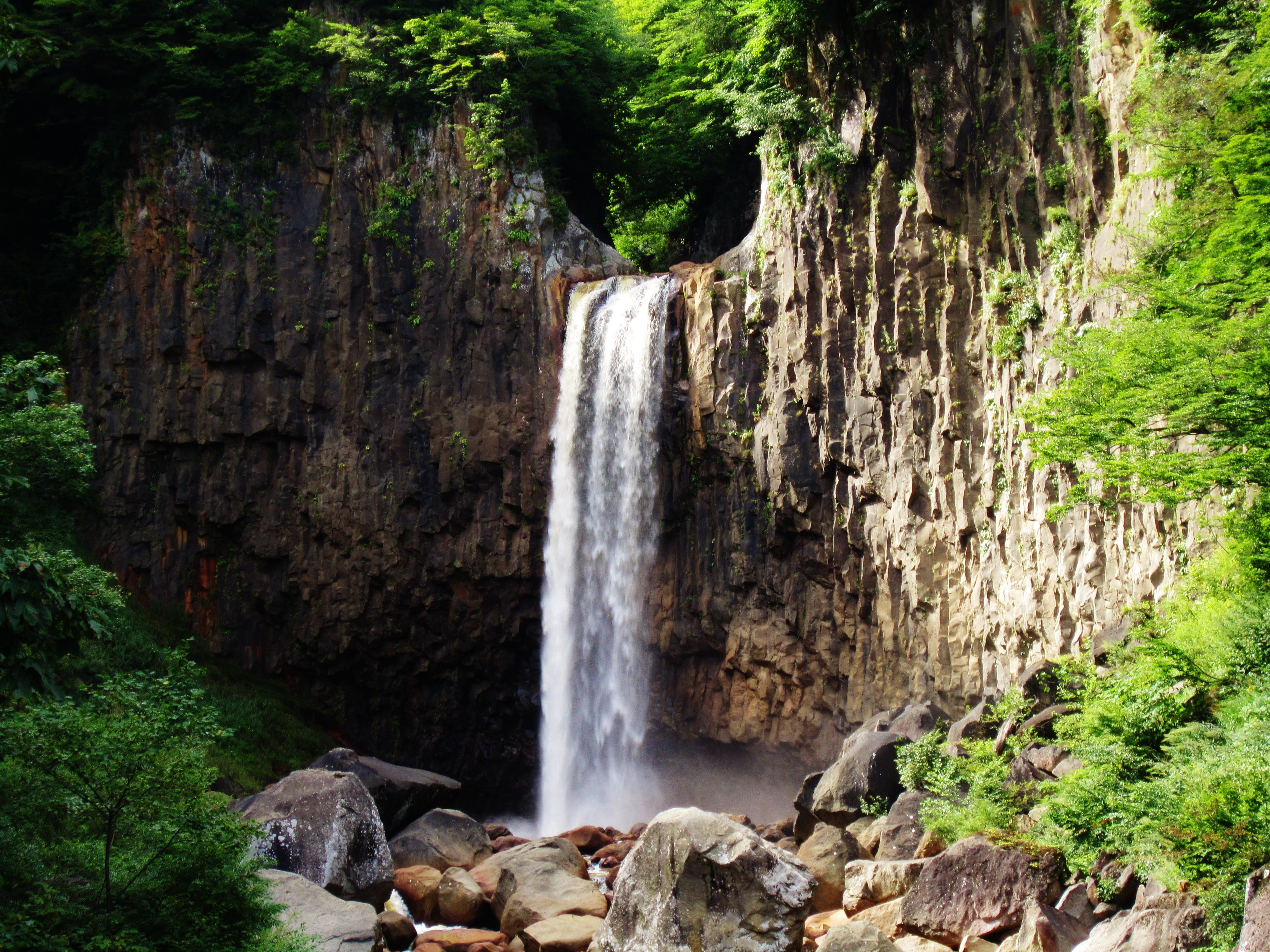
苗名滝

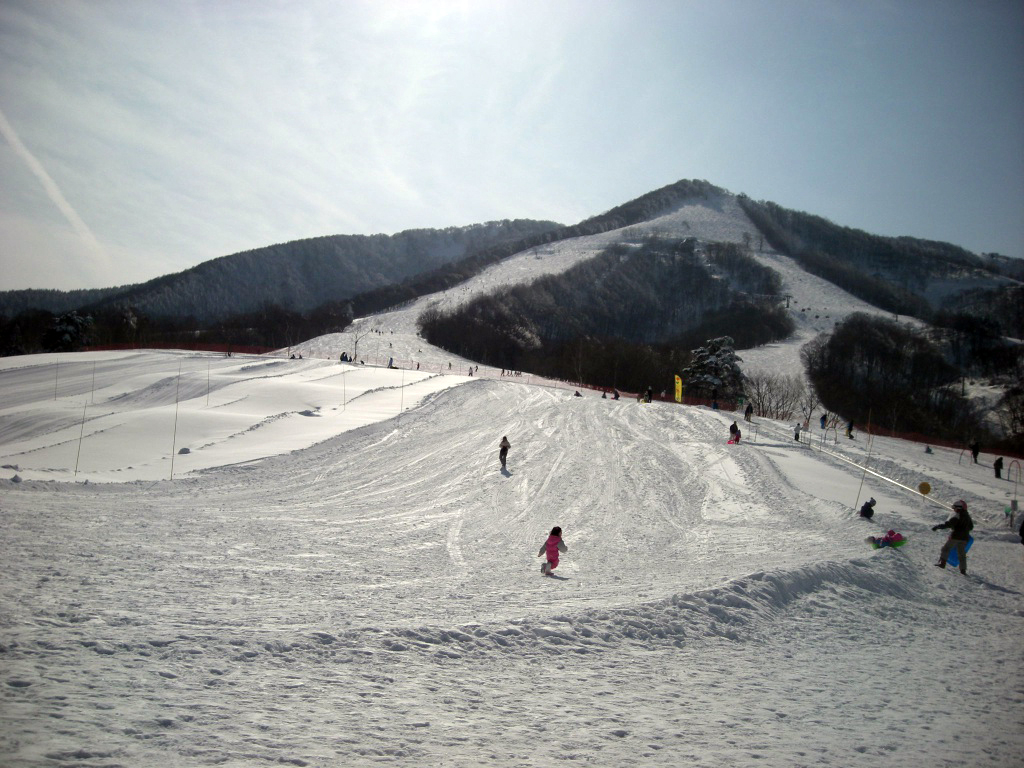
斑尾高原スキー場

- 鳥坂城 - 上杉氏の信濃国境を守る巨大な要害（山城）
- 苗名滝（日本の滝百選）
- 惣滝（日本の滝百選）
- 笹ヶ峰高原（休暇村 妙高、笹ヶ峰牧場）
- 笹ヶ峰夢見平遊歩道 - 標高1300ｍの高地に所在するウォーキングコース[12]
- 関山神社 - 西暦708年建立。神事である「火祭り」、その中の「仮山伏」と呼ばれる演武が行われる。
- 関山宝蔵院(国指定名勝)
- 妙高高原温泉郷
  - 関温泉・燕温泉（国民保養温泉地）
  - 赤倉温泉
  - 池の平温泉
  - 杉野沢温泉
  - ランドマーク妙高高原
  - いもり池
- 豊葦地区
  - 樽本温泉センター（豊葦地区協議会を併設）
  - 峠隧道用水
  - 沼池（ぬまのいけ）/俗称：希望湖（のぞみこ）
  - 沼の原湿原
  - 斑尾高原[注釈 2]
- アパリゾート上越妙高（桶海地区）
- 国立妙高少年自然の家
- 関川関所道の歴史館
- 陸上自衛隊関山演習場
- 鮫ヶ尾城跡（国史跡）
- 斐太遺跡
- 長沢茶屋
- 高床山森林公園
- 経塚山公園
- 平丸びょうぶ岩

### スキー場
妙高高原温泉郷周辺
- 赤倉温泉スキー場
- 池の平温泉アルペンブリックスキー場
- 妙高杉ノ原スキー場
- 関温泉スキー場
- 休暇村妙高ルンルンスキー場
- 妙高スキーパーク

その他
- ロッテアライリゾート
- 斑尾高原スキー場

### イベント
- 関山神社火祭り

- 妙高山山開き
- 妙高山麓時代まつり
- あらいまつり

## 著名な出身者
- 森蘭斎（江戸時代の絵師）
- 岡田清和（貼り絵作家）
- 中島伸子（井村屋グループ社長）
- 峯村保雄（外交官）
- 西澤澄男（副市長）
- 増井準太郎（政治家）
- 城戸陽二（政治家）
- 大塚久郎（政治家）
- 風間直樹（政治家）
- 池田正晴（政治家）
- 関根正明 (議長)（政治家）
- 入村明（政治家）
- 入村誠（政治家）
- 佐藤秀哉（テラスカイ創業者・社長）
- 駒村俊介（クロスカントリースキー選手）
- 恩田祐一（クロスカントリースキー選手）
- 横山久雄（クロスカントリースキー選手）
- 横山寿美子（クロスカントリースキー選手）
- 横山久美子（クロスカントリースキー選手）
- 横山隆策（クロスカントリースキー選手）
- 常陽山正治（大相撲、振分部屋）
- 霜鳥典雄（大相撲、時津風部屋）
- 炭田久美子（バスケットボール選手）
- 畔上和弥（陸上長距離部）
- 松崎光優（日本競輪選手）
- 松野泰己（ゲームクリエイター）
- 三船浩（歌手）
- 伊藤麻子（元新潟放送アナウンサー）
- 田巻直子（新潟放送アナウンサー）
- 渡辺彰（料理人）
- 引田天功 (2代目)（イリュージョニスト）
- ワタナベ・コウ（裁縫家、漫画家）
- あべりつこ（漫画家）
- 清水礼留飛（スキージャンプ選手）
- 清水亜久里（ノルディック複合競技選手）
- 清水久之（スキージャンプ選手）
- 冨田せな（スノーボーダー）
- 冨田るき   (スノーボーダー)
- HIKAKIN（ヒューマンビートボクサー、YouTuber）
- SEIKIN（歌手、作曲家、YouTuber）
- Masuo（YouTuber）
- 後藤はつの（画家）
- 小松伸之（ドラマー）
- 岡田典之（空想委員会ベーシスト）
- 清水邦夫（演出家、劇作家）
- Lynn（声優）※神奈川県横須賀市生まれ。
- 高木郁乃（シンガーソングライター、Jungle Smile）※神奈川県横須賀市生まれ。
- 金子幸伸（声優）
- 小海遥（陸上競技選手）
- 小嶋慶祐（作画）
- 山崎将史（俳優）